# Chuck Comeau

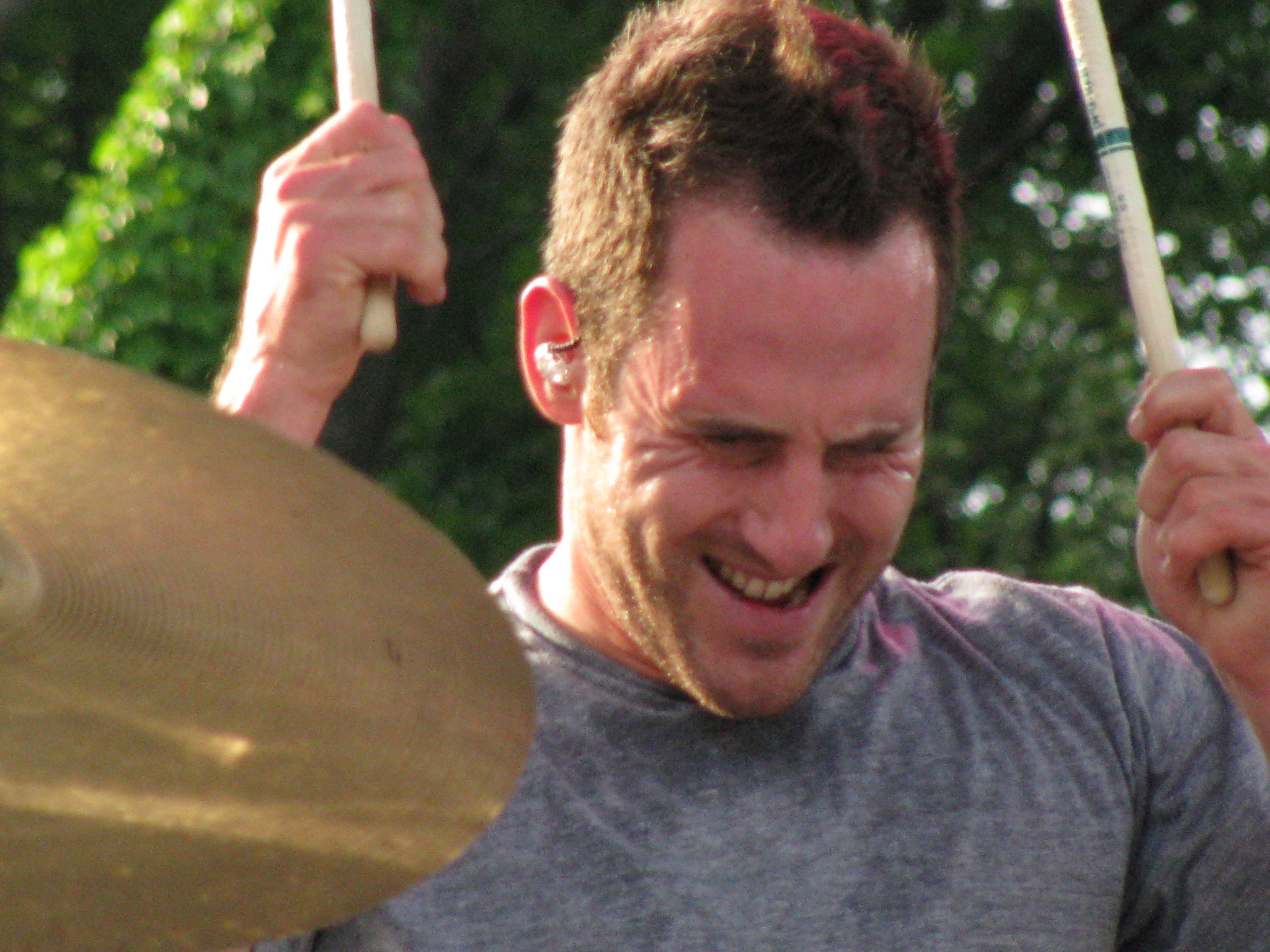
Chuck Comeau.

Chuck Comeau, egentligen Charles-André, född 17 september 1979 i Montréal, är en kanadensisk trummis.
Han spelar trummor i bandet Simple Plan och var tidigare med i ett band som hette Reset med sångaren i Simple Plan, Pierre Bouvier. När Resets första skiva var släppt lämnade Comeau bandet för att följa i sin fars fotspår och bli advokat. Han började på McGill University, men lämnade snart skolan och startade Simple Plan med Pierre Bouvier.
Han började spela trummor på allvar när han var ungefär tretton år. Han kan också spela gitarr.